# Caroncoma
Caroncoma is een vliegengeslacht uit de familie van de roofvliegen (Asilidae).

## Soorten
- C. atrimaculatus (Oldroyd, 1960)